# Фредерик, Леон
Леон Фредерик (фр. Léon Frédéric; 26 августа 1856, Брюссель — 25 января 1940, Схарбек) — бельгийский художник, график и живописец, представитель символизма. Писал картины на религиозные и социальные сюжеты, испытал влияние прерафаэлитов.

## Биография и творчество
Родился в Брюсселе в семье состоятельного ювелира. С раннего детства у него проявились художественные способности. С 1871 года работал помощником у художника-декоратора Шарля-Альбера (фр. Charles-Albert). Родители не стали препятствовать стремлению сына стать художником и оплатили его обучение в Королевской Академии изящных искусств. Его учителем в академии был Жан-Франсуа Портель, художник-ориенталист, представитель классицизма и романтизма. Обучение продолжалось с 1871 до 1878 года.
По окончании академии Фредерик присоединился к группе молодых художников, которые взяли в аренду студию, чтобы работать с живыми моделями, и продолжил обучение живописи. В 1876—1878 годах готовился к конкурсу на Римскую премию, чтобы иметь возможность за счёт государства посетить Италию и стажироваться там как художнику, однако в итоге премию так и не получил. Зато финансовую поддержку ему оказал отец, и Фредерик всё же отправился в Италию, где посетил Неаполь, Рим, Флоренцию и Венецию. В годы пребывания в Италии окрепла его техника рисования, в чём усматривается влияние художественной техники Сандро Боттичелли.

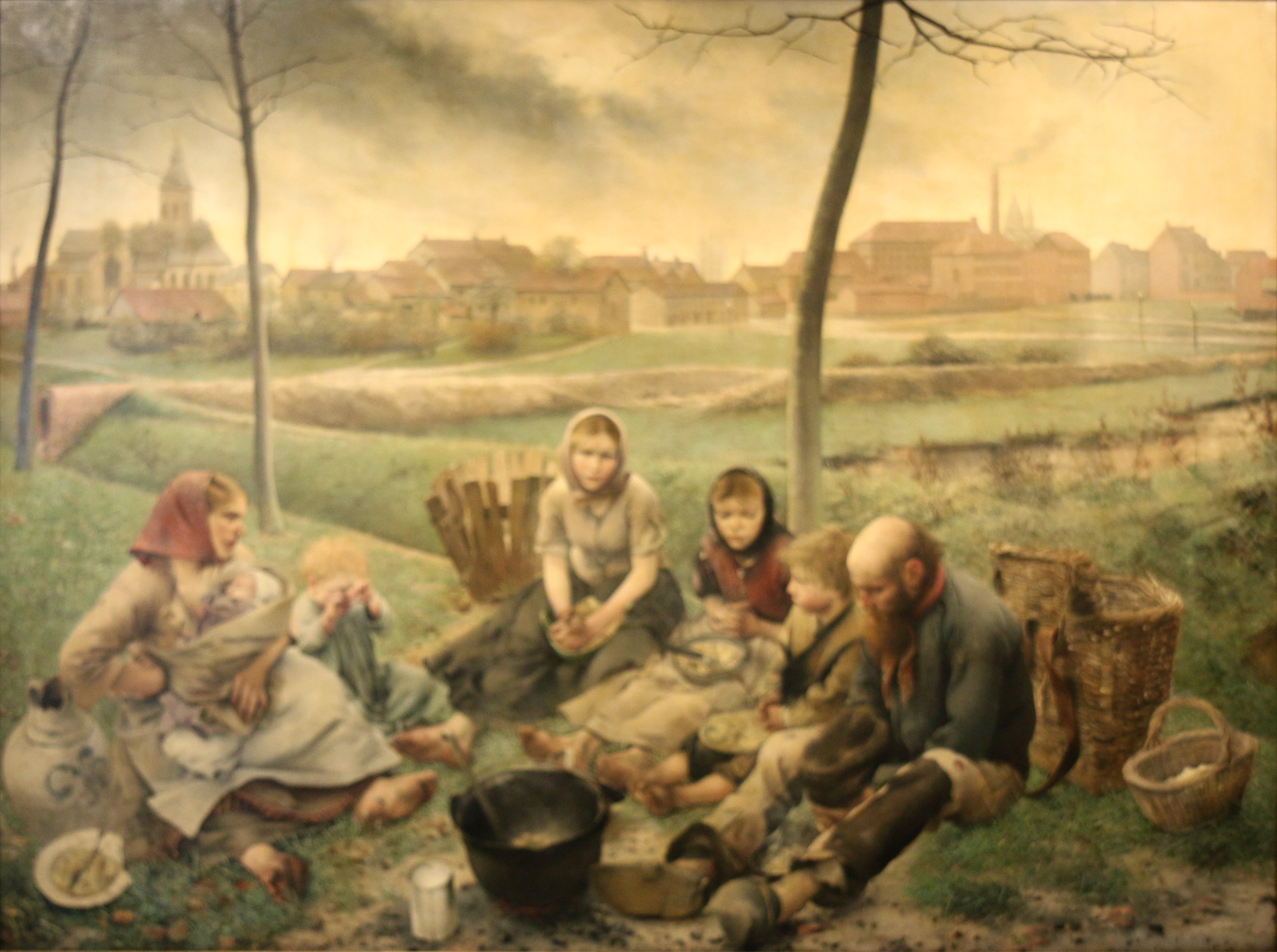
«Продавцы мела», 1882

В 1879 году, по возвращении из Италии, Фредерик дебютировал в Брюссельском салоне и стал членом группы художников «L’Essor» — представителей выпускников и учащихся Королевской академии. Это сообщество, основанное в 1876 году, помогало своим членам как финансово, так и организационно (устройство выставок, закупка расходных материалов и т. д.).
В 1883 году Фредерик переехал жить в городок Нафретур, в бельгийских Арденнах, и оттуда путешествовал в Англию, Германию и Нидерланды. В 1898 году ряд его работ по настоянию Александра Бенуа были приобретены княгиней М. К. Тенишевой для выставки в Петербурге. Бенуа писал: «В те годы я находился под особенным обаянием „открытого мной“ художника. Я полюбил его после первых же его картин, увиденных на выставках в Мюнхене и в Париже; я не переставал о них твердить всем, причем мне нередко удавалось заражать и других своим восторгом».
После женитьбы в 1899 году Фредерик приобрёл жильё в Схарбеке, где проживал до своей смерти в 1940 году и где в его честь была названа улица (фр. rue Léon Frédéric).
Его творчество испытало влияние прерафаэлитов, символизма, реализма и натурализма (Я. А. Тугенхольд охарактеризовал его даже как «бельгийского Бастьена-Лепажа»).

## Признание заслуг

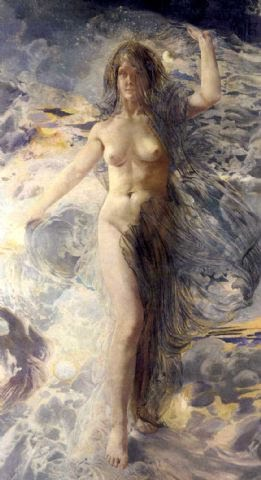
«Аврора», около 1900 года

Фредерик был награждён Золотыми медалями за свои картины на Всемирной выставке в 1889 и 1900 годах. Получил золотую и бронзовую медали на выставках в Соединенных Штатах (1889 и 1900) и золотую медаль на выставке в Берлине (1891). В 1904 году художник был избран членом Королевской академии Бельгии.
24 апреля 1929 года король Альберт I присвоил ему титул барона вместе с коллегой-живописцем Джеймсом Энсором. В качестве своего девиза Фредерик выбирает латинскую фразу: «Жизнь коротка, искусство вечно». В том же году Фредерик стал кавалером Ордена короля Леопольда I.

## Восприятие
Александр Бенуа, который вместе с княгиней Тенишевой познакомился с Фредериком в Брюсселе в мастерской художника и пропагандировал его творчество в России, писал в своей книге «Мои воспоминания»:
Может не нравиться его склонность изображать всякую бедноту, может претить в его творении какой-то пролетарски-социалистический налёт (удивительно при этом, что и среди социалистов Фредерик не приобрел настоящих поклонников), можно не соглашаться и с тем мировосприятием, которое он выразил в своей исполненной пессимизма композиции, изображающей «Конец всего человечества», наконец, многим неприятны и самые его формальные приемы: определенность и слишком законченная лепка его форм, а также какая-то блеклость его колорита. Всё это, однако, не меняет того, что Леону Фредерику присущи (как никому из его современников) подлинная поэтичность и совершенно особый внушительный стиль.

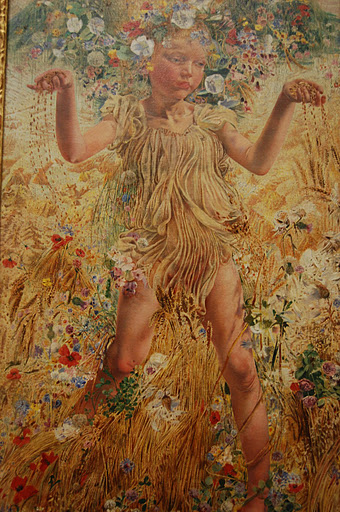
«Аллегория лета», Пенсильванская академия изящных искусств

Творчество Фредерика было поддержано журналом «Мир искусства», который под руководством С. П. Дягилева, взял на себя «миссию пересмотра общих историко-культурных проблем художественного развития России». И. Е. Репин, который перед этим согласился войти в состав редакции журнала и у которого возникли непреодолимые эстетические разногласия с художественной политикой журнала в письме от 10 апреля 1899 году опубликованном в ежемесячном литературном приложении к журналу «Нива» (№ 15), характеризовал художника следующим образом:
Бездарный Леон-Фредерик был представлен на последней международной выставке в подавляющем количестве, как образчик современной школы рисовальщика. При одном воспоминании об его распухлых, как в спиртовых банках, точно мёртвых младенцах, при его неумении рисовать и писать — тошнит. А между тем всё это бесчисленное количество упражнений этого глуповатого любителя, назойливо отравлявшего всю выставку, уже приобретено нашими меценатами в назидание русской школе.